# Schopf (Familienname)
Schopf ist ein deutscher Familienname.

## Namensträger
- Alfred Schopf (1922–2006), deutscher Anglist und Sprachwissenschaftler
- Andreas Schopf (Naturbahnrodler) (* 1984), österreichischer Naturbahnrodler
- Andreas Joseph Schopf (1743–1813), österreichischer Theaterleiter
- Christian Schopf (* 1988), österreichischer Naturbahnrodler
- Eduard Schopf (1893–1935), deutscher Kaufmann
- Götz Schultheiss unter dem Schopf († 1408), Schultheiss der Stadt Winterthur
- Gustav Schopf (1899–1987), deutscher Maler
- Hannes Schopf (1947–2020), österreichischer Journalist, Chefredakteur der Wochenzeitschrift Die Furche
- Jacob Schopf (* 1999), deutscher Kanute
- James M. Schopf (1911–1978), US-amerikanischer Paläobotaniker
- James William Schopf (* 1941), US-amerikanischer Paläontologe, siehe J. William Schopf
- Otto Schopf (1870–1913), deutscher Theologe
- Philipp Schopf (um 1540/45–1598), deutscher Mediziner
- Rolf Schopf (1928–2018), deutscher Unternehmer
- Sylvia Schopf (* 1956), deutsche Schauspielerin, Journalistin und Schriftstellerin
- Thomas Schopf (* 1989), österreichischer Naturbahnrodler
- Thomas J. M. Schopf (1939–1984), US-amerikanischer Paläontologe
- Tino Schopf (* 1974), deutscher Politiker (SPD)
- Tobias Schopf (* 1985), österreichischer Handballspieler
- Walter Schopf (* 1956), österreichischer Politiker (SPÖ)
- Wolfgang Schopf (Literaturwissenschaftler) (* 1966), deutscher Literaturwissenschaftler
- Wolfgang Schopf (* 1983), österreichischer Naturbahnrodler